# Dalibor Ptáček
Dalibor Ptáček (* 1954) je bývalý český hokejový útočník.

## Hokejová kariéra
V československé lize hrál za TJ Gottwaldov. Odehrál 1 ligovou sezónu, nastoupil ve 13 ligových utkáních.

## Klubové statistiky
| 1976/1977 | TJ Gottwaldov | 1. liga | 13 | 0 | 0 | 0 | - |